# Gentleman (canção de The Saturdays)
"Gentleman" é uma canção gravada pelo girl group Inglês The Saturdays, para seu quarto álbum de estúdio "Living for the Weekend" (2013). Foi lançado em 30 de junho de 2013 como o terceiro single do álbum. Foi escrito por Priscilla Renea, Lukas Nathanson e Scott Effman, com produção de Ambience. A canção retrata como é difícil encontrar um cavalheiro na sociedade moderna, em relação aos anos 90.
The Saturdays promoveram o single em torno do Reino Unido e apareceram em um número de exposições diferentes do bate-papo incluindoDaybreak e Lorraine. Elas também apareceram no programa da BBC Radio 2 de Steve Wright com Patrick Kielty, na quinta-feira 27 de junho para promover o single. Outras aparições incluem BBC Radio 1's em 25 de Maio e na Capital FM, em Wembley Stadium em 9 de Junho e This Morning em 28 de junho de 2013.

## Formatos e faixas
UK CD single

(Released 30 junho 2013)
1. "Gentleman"  - 3:42
2. "Wildfire" (written by The Saturdays and The Alias) - 3:37

EP - digital download
(Released 28 de Junho de 2013)
1. "Gentleman" - 3:42
2. "Gentleman" (The Alias Radio Edit) - 3:25
3. "Gentleman" (Signature's Back To the 90's Radio Edit)  - 3:51
4. "Gentleman" (2nd Adventure Radio Edit) - 3:49
5. "Wildfire" (only available through pre-order) - 3:37

(Remixes) - EP
(Released 28 de Junho de 2013)
1. "Gentleman" (Focus SOS Remix) - 3:15
2. "Gentleman" (The Alias Club Mix) - 6:28
3. "Gentleman" (Signature's Back To the 90's Vocal Remix) - 6:00
4. "Gentleman" (2nd Adventure Club Mix) - 6:13

## Desempenho nas tabelas
| Chart (2013)                     | Melhor posição |
| -------------------------------- | -------------- |
| Irlanda (IRMA)                   | 28             |
| Escócia (Scottish Singles Chart) | 10             |
| Reino Unido (UK Singles Chart)   | 14             |

## Histórico de lançamento
| País        | Data                | Formato          | Gravadora           |
| ----------- | ------------------- | ---------------- | ------------------- |
| Reino Unido | 9 de Maio de 2013   | Airplay          | Fascination Records |
| Reino Unido | 30 de Junho de 2013 | Digital download | Fascination Records |
| Irlanda     | 28 de Junho de 2013 | Digital download | Polydor Records     |